# Mika Sosna
Mika Sosna (* 13. Juni 2003 in Hamburg) ist ein deutscher Diskuswerfer.

## Leben und Ausbildung
Mika Sosna besuchte bis zur zehnten Klasse das Gymnasium Lerchenfeld in Hamburg, bevor er an die Eliteschule des Sports Alter Teichweg wechselte. 2022 schloss er seine schulische Laufbahn mit dem Abitur ab und absolvierte 2023 einen Bundesfreiwilligendienst. Seit Ende 2023 ist er als Sportsoldat in der Sportfördergruppe Berlin angestellt.
Mika Sosna ist der älteste Sohn von Michaela Sosnova, einer Krankenschwester, und Marco Pfannenstiel. Er hat zwei jüngere Geschwister: Matti Sosna, der bereits deutscher Meister im Diskuswurf ist und ebenfalls im Nationalkader berufen wurde, sowie Miro Sosna, der sich derzeit im Rudersport engagiert. Die sportlichen Grundlagen von Mika wurden vor allem mütterlicherseits gelegt, da sein Großvater Vaclav Sosna mehrfacher internationaler Medaillengewinner im Diskuswurf und Weltmeister im Seniorenbereich ist.

## Sportliche Karriere
Mika Sosna ist ein deutscher Leichtathlet, der sich auf den Diskuswurf spezialisiert hat. Er ist seit 2019 im Spitzensport aktiv und wurde 2019 erstmals in den Kader berufen. Zu seinen sportlichen Erfolgen zählen unter anderem der U23 deutsche Rekord so wie der U20 Weltrekord. Seine persönliche Bestleistung im Diskuswurf liegt bei 68,96 m. Mika trainiert bei der TSG Bergedorf unter der Anleitung von Torsten Lönnfors, dem ehemaligen Trainer der bekannten Diskuswerfer Robert und Christoph Harting.

### Olympische Spiele
Mika Sosna qualifizierte sich für die Olympischen Spiele 2024 in Paris und war der jüngste Teilnehmer im Diskuswurf. Mit seinem Wurf auf 61,81 m erreichte er Platz 21 und verpasste somit den Finaleinzug.

## Auszeichnungen
- 2021: Hamburger Sporttalent[6]
- 2022: Elite Schüler des Jahres an der Eliteschule des Sports Alter Teichweg[7]
- 2022: Zweiter Platz in der deutschlandweiten Auszeichnung an allen Eliteschulen des Sports[8]

## Weltranglistenplatzierungen
- 2020: Dritter Platz im Diskuswurf der U18-Weltrangliste[9]
- 2021: Fünfter Platz im Diskuswurf der U20-Weltrangliste[9]
- 2022: Erster Platz in der U20-Weltrangliste
- 2024: Erstmals Platz 11 in der Männer-Weltrangliste